# Alfons Köhler
Alfons Köhler ist ein Spielfilm der DEFA, der im Auftrag des Fernsehens der DDR von Peter Vogel im Jahr 1983, nach dem gleichnamigen Hörspiel von Helmut Richter aus dem Jahr 1976, fertiggestellt wurde.

## Handlung
Während einer Sitzung beim Direktor eines Kraftwerks in der DDR kommt ein größerer Schaden zur Sprache, der bereits vor längerer Zeit in der Bauphase durch Pfusch entstanden war und der vom Bauleiter Hubert Wend und vom Parteisekretär der SED Alfons Köhler verheimlicht wurde. Nun fordert der Bauleiter, dass dieser Mangel endlich beseitigt werden muss, und Köhler steht auf, schaut aus dem Fenster und erinnert sich an den Moment, als er von Wend erfuhr, dass in einem Gebäude sämtliche Fliesen erneuert werden müssen. Dadurch wäre der Übergabetermin nicht mehr zu halten gewesen und mit dem Argument „Die Republik braucht Strom“ entscheidet der Parteisekretär, über den Mangel zu schweigen. Der Bauleiter, der das Übergabeprotokoll nicht unterschreiben wollte, hatte plötzlich einen Urlaubsplatz in Kuba bekommen und sein Stellvertreter hat die Unterschrift geleistet. Alfons Köhler ist in seinen Gedanken aus der Vergangenheit wieder zurück in der Sitzung angekommen, redet wirres Zeug und will durch einen Kleiderschrank den Raum verlassen, wo er zusammenbricht, weshalb der Betriebsarzt gerufen wird. Zum Schluss verpflichtet der Direktor alle Beteiligten an der Sitzung, über das soeben Erlebte zu schweigen. Der Arzt schreibt Alfons Köhler erst einmal krank, damit er sich erholen kann.
Keiner kennt den Grund, weshalb er krankgeschrieben wurde, auch seine Frau nicht. Am Tag darauf, als sein Sohn mit seiner Familie zu Besuch kommt, sitzt er beim Kaninchenbraten nur schweigend am Tisch und doch kommt es wie immer zum Streit, bei dem sein Sohn ihn als Erzeuger bezeichnet und nicht als Vater. Als Alfons den Besuch vor seinem Haus verabschiedet, kommt Hubert Wend auf ihn zu und will mit ihm reden, da alle gegen ihn sind und keiner weiß, dass eigentlich Alfons die Verantwortung für das Verschweigen trägt. Der hatte versprochen, die Angelegenheit aufzuklären, weshalb der Bauleiter die letzten drei Jahre geschwiegen hat. Doch Alfons schiebt plötzlich einen Arzttermin vor und fährt wortlos davon, weshalb seine Frau Hubert Wend noch zu einer Tasse Kaffee einlädt. Dabei erzählt dieser, wie sie sich einst kennenlernten, als sie beide noch neu im Betrieb waren und als Kraftfahrer arbeiteten. Maria Köhler will aber noch mehr hören, denn aus dieser Zeit kennt sie nur wenige Erlebnisse ihres Mannes, da sie damals noch in Thüringen wohnte, während ihr Mann auf Montage war. Besonders interessiert sie das Verhältnis Alfons zu einer anderen Frau, von dem sie zwar wusste, über das sie aber nie mit ihm gesprochen hatte. Wend erzählt ein wenig darüber, da es diese Beziehung nicht mehr gibt, die aber jedem im Betrieb bekannt war.
Maria Köhler beobachtet weiterhin, dass ihr Mann Probleme hat, die er nicht allein bewältigt, und dass sie ihm dabei nicht helfen kann. Deshalb sucht sie dessen ehemaliges Verhältnis, die Kaderinstrukteurin Helga Brückner, auf und spricht offen mit ihr darüber und dass sie Angst um ihn hat. Frau Brückner erklärt ihr, dass alle um ihn Angst haben und sie ihn immer noch liebt, er jedoch die Verbindung wegen seiner Frau beendet hat. Beide beschließen, dass Maria zu ihrem Sohn, mit Frau und Kind fährt, während Helga in seiner Wohnung auf ihn wartet und versuchen wird, ihm zu helfen, bevor er sich selbst zerstört. Als Alfons nach Hause kommt und Helga statt seine Frau in der Wohnung sieht, ist er sehr verwundert. Seine Gedanken gehen zurück zu dem Moment, als sie sich zum ersten Mal begegneten. Während sie einen Grog zubereitet, erklärt sie ihm, während ihrer Anwesenheit nur die Wahrheit über seine Probleme herausbekommen zu wollen. Gleich zu Beginn des Gesprächs versucht sie zu klären, weshalb er sich wirklich von ihr trennte, denn seine Frau und sein Sohn waren nicht der Grund, wie sie jetzt erkennt. Dann sprechen beide noch über das bei der Direktionssitzung angesprochene Thema. Anschließend fährt Alfons zu seinem Sohn, um seine Frau wieder nach Hause zu holen. Auf der Rückfahrt sprechen sich beide aus und wollen versuchen, die Vergangenheit zu bewältigen. Dabei beschließen sie auch, dass Alfons noch einmal in sein ehemaliges Dorf fährt, in dem er Bauer war und als LPG-Vorsitzender gearbeitet hat.
Hier trifft er auf den heutigen LPG-Vorsitzenden, mit dem ihn viele Erinnerungen verbinden, über die sie sprechen. Dazu gehört im Rückblick auch eine Diskussion, in der Alfons gegenüber einem ins Dorf geschickten Instrukteur darauf besteht, dass Kühe im Winter in einen festen Stall und nicht in einen Rinderoffenstall gehören. Anschließend wird ihm in einer deshalb angesetzten Vollversammlung der LPG vorgeworfen, dass er von einem Kulaken abstammt, ein Landarbeitermädchen hat sitzenlassen, mit seinen Orgelkonzerten jahrelang dem Pastor die Kirche gefüllt und die Erfahrungen der Sowjetunion negiert zu haben. Nach Abschluss dieser Sitzung fand er eine neue Anstellung als Gleisbauer. Wieder in der heutigen Zeit angekommen, macht sich Alfons viele Gedanken um sein Leben. In einem Gespräch mit dem LPG-Vorsitzenden fragt er ihn, ob er nicht auch das Recht hätte, eine Ernte unter Dach und Fach zu bringen, denn ein Baum will nicht nur blühen, sondern auch Früchte tragen. Er hat das Gefühl, sein Leben knirscht wie Sand zwischen den Zähnen. Nach dieser Aussprache gehen sie wieder zurück ins Dorf, wo Alfons sich bemüht sich irgendwie zu beschäftigen. Während er beim Abriss einer alten Scheune behilflich ist, steht plötzlich Hubert Wend vor ihm und will mit ihm reden. Diesmal wehrt sich Alfons nicht mehr.
Wieder zurück im Werk, geht Alfons Köhler zum Direktor und macht ihm klar, dass er für alles einsteht. Der Direktor erklärt ihm, nie geglaubt zu haben, Hubert Wend hätte die Unwahrheit gesagt. Doch Alfons besteht darauf, dass er einen Fehler gemacht hat, zu dem er sich bekennt. Damit findet er beim Direktor kein offenes Ohr, der die Angelegenheit lieber vergessen lassen möchte, da der Betrieb, der den Schaden ursprünglich verursacht hat, bereits mit den Regressarbeiten beauftragt wurde. Doch damit gibt sich Alfons nicht zufrieden, sondern sucht Unterstützung bei der Parteikontrollkommission der SED. Hier trifft er auf den ehemaligen Instrukteur, der damals auf dem Dorf seine Entlassung aus der LPG in die Wege geleitet hat. Doch auch danach beim Gleisbau sind beide wieder aufeinandergetroffen, denn nach einer Prügelei in einer Gaststätte, die Alfons angezettelt hatte, stellt ihn der Instrukteur vor die Wahl, entweder ins Gefängnis oder auf einen Lehrgang zu gehen, was er auch tat. Im jetzigen Gespräch geht es nun aber darum, zu klären, weshalb Alfons damals den Baumangel verschwiegen hatte. Der behauptet, damals nur Schaden von der Partei habe abwenden wollen, heute hat er eingesehen, dass das die falsche Entscheidung war.
Im Werk ist Alfons Köhler jetzt wieder als LKW-Fahrer tätig.

## Produktion und Veröffentlichung
Alfons Köhler wurde auf ORWO-Color gedreht und hatte seine Erstausstrahlung am 11. August 1983 im 1. Programm des Fernsehens der DDR. Eine erste nachweisbare Aufführung auf einer großen Leinwand erfolgte am 25. August 1992 im Berlin-Köpenicker Allende-Club in der Pablo-Neruda-Straße.
Das Szenarium stammte von Helmut Richter und für die Dramaturgie war Alfried Nehring verantwortlich.

## Kritik
Im Neuen Deutschland schrieb Henryk Goldberg:

„In einer vom Autor vorgegebenen und durch die Eigenart des Regisseurs sicher noch verstärkten impressionistisch zu nennenden Erzählweise fügte sich das Bild des Alfons Köhler mosaikartig zu einem Ganzen. Es mag in dieser Erzählweise allerdings auch begründet sein, daß mir der Film mitunter ein wenig unkonzentriert in der Fabelerzählung und sehr viel aussparend schien. Manches konnte und mußte der Zuschauer aus eigener Kenntnis von Wirklichkeit wohl ergänzen.“

In der Neuen Zeit äußerte sich Mimosa Künzel wie folgt:

„Ausgehend von dem Augenblick einer konfliktreichen Ausnahmesituation spulen sich auch in Rückblenden und Erinnerungsszenen zum Zwecke der Wahrheitsfindung und des Vertrauensbeweises entscheidende Lebensphasen des Alfons Köhler ab. Die mühsam als Rückblenden erkennbaren, weil zu knapp gefaßten Passagen verdichten sich trotzdem zu handfesten, nachhaltigen Szenen. Dennoch ist nicht recht zu begreifen, weshalb der zunächst als Zweiteiler konzipierte Film in einen Teil gezwängt wurde.“